# Crawinkel
Crawinkel település Németországban, azon belül Türingiában. Lakosainak száma 1446 fő (2017. december 31.).

## Népesség
A település népességének változása:

| 2014 | 1 480 |
| 2017 | 1 446 |